# San Benito, Surigao del Norte
San Benito đô thị hạng 5 ở đảo Siargao, tỉnh Surigao del Norte, Philippines. Theo điều tra dân số năm 2000, đô thị này có dân số 4.750 người trong 896 hộ.

## Các đơn vị hành chính
San Benito được chia thành 6 barangay.
- Bongdo
- Maribojoc
- Nuevo Campo
- San Juan
- Santa Cruz (Pob.)
- Talisay (Pob.)